# دیوید هس
دیوید هس (انگلیسی: David Hess؛ ۱۹ سپتامبر ۱۹۳۶ – ۷ اکتبر ۲۰۱۱) یک هنرپیشه، کارگردان، تهیه‌کننده، و نوازنده اهل ایالات متحده آمریکا بود. وی بین سال‌های ۱۹۵۶ تا ۲۰۱۱ میلادی فعالیت می‌کرد.

## گزیده فیلمشناسی
از فیلم‌ها یا برنامه‌های تلویزیونی که وی در آن نقش داشته‌است می‌توان به آثار زیر اشاره کرد.
- عرق سرد (فیلم ۱۹۷۰) (۱۹۷۰)
- آخرین خانه در سمت چپ (فیلم ۱۹۷۲) (۱۹۷۲)
- سرزمین زامبی (فیلم) (۲۰۰۴)
- باره‌تا (۱۹۷۷)
- سرزمین زامبی (فیلم) (۲۰۰۴)